# Хорниголд, Бенджамин
Бенджамин Хорниголд (англ. Benjamin Hornigold; 1680, Норфолк — 1719) — английский пират XVIII века. Его пиратская деятельность продолжалась с 1715 по 1719 год, после чего он стал охотником на пиратов и стал преследовать своих бывших собратьев по оружию по приказу губернатора Багамских островов. Он умер, когда его корабль попал на риф и потерпел крушение во время тропического сезона дождей 1719 года. Он был близко знаком со знаменитым Эдвардом Тичем (Чёрной бородой).

## Биография

### Ранняя карьера
Про раннюю жизнь Хорниголда практически ничего не известно кроме того, что его предполагаемой родиной был Норфолк, Англия, и, если это так, он, возможно, сначала плавал на борту судов, портом приписки которых был Кингс-Линн. В течение этого периода его первым помощником был Эдвард Тич, который позже прославится как пират Чёрная Борода. Когда Хорниголд стал капитаном корабля «Рейнджер», он назначил Тича командиром своего прежнего шлюпа. Весной 1717 года два пиратских капитана вместе удачно захватили три торговых корабля подряд: один перевозил 120 бочек муки, предназначенной для Гаваны, другой шлюп был с грузом спиртных напитков и третий корабль, шедший с Мадейры под флагом Португалии, был нагружен бочками с белым вином.
В марте 1717 года Хорниголд атаковал вооружённое торговое судно, посланное к Багамским островам губернатором Южной Каролины для того, чтобы охотиться за разбойниками. Кораблю удалось скрыться за островами Кэт Кей вместе со своим капитаном, который позже сообщал, что флот Хорниголда увеличился до пяти судов, а общая численность команды до 350 человек.
Хорниголд отметился тем, что напал на шлюп у побережья Гондураса, но, как позже вспоминал пассажир захваченного судна, «больше они не причинили нам никакого вреда, кроме того что с большинства пассажиров сняли шляпы, выпивали всю ночь и выкинули нас за борт».

### Низвержение и прощение
Несмотря на его очевидное морское превосходство, он оставался осторожным и остерегался нападать на корабли, плавающие под британским флагом, дабы не нарушить условия корсарского патента, потому что он был капером, действующим против врагов Англии во время войны за Испанское наследство.
Это неукоснительное следование патенту не нравилось его команде, и в ноябре 1717 года командой было выдвинуто требование напасть на любой корабль, который они выберут. Хорниголд отклонил ультиматум и был смещён с поста капитана корабля. В то время Эдвард Тич командовал вторым судном Хорниголда и, вероятно, не узнал о мятеже, пока эти два судна не встретились позже в этом же году. Очень похоже, что всё произошло именно так. Каждый из двух пиратов пошёл своим путём: Тич снова взял курс на Карибские острова, оставляя Хорниголда, а тот медленно поплыл назад в Нью-Провиденс на единственном шлюпе с символической командой. Он продолжал пиратские набеги из Нассау до декабря 1717 года, когда пришёл указ короля о прощении всех пиратов. Хорниголд направился к Ямайке в январе 1718 года и получил прощение от губернатора и позже стал охотником на пиратов под покровительством Вудса Роджерса, нового губернатора Багамских островов.

### Охотник за пиратами
Роджерс удовлетворил прошение о помиловании, но при этом поручил ему поймать всех пиратов, включая и его бывшего помощника Тича. Он должен был бы провести 18 месяцев в преследовании Стида Боннета и Джека Рэкема. В декабре 1718 года Роджерс обратился в министерство торговли в Лондоне с рекомендацией, в которой отметил усилия Хорниголда, чтобы подтвердить его незапятнанную репутацию корсара. Охотник за пиратами, правда, из Хорниголда вышел так себе, потому что поймать ему так никого и не удалось.

### Гибель
В конце 1719 года корабль Хорниголда попал в зону урагана где-то между Нью-Провиденсом и Мехико и попал на риф, не отмеченный на карте. Этот инцидент упомянут в современном отчёте «Всеобщая история пиратов» капитаном Чарльзом Джонсоном, который заявляет «в одном из своих путешествий… Капитан Хорниголд, один из самых известных пиратов, был выброшен на скалы и погиб, но пятеро его матросов сели на каноэ и были спасены». Точное местоположение рифа до сих пор остается неизвестным.

## В компьютерных играх
- Присутствует в компьютерной игре Assassin’s Creed IV: Black Flag. Является другом Эдварда Кенуэя. Позже переходит на сторону Вест-Индской компании и предает Пиратскую республику.
- Присутствует в мобильной игре The Pirate: Plague of the Dead

## В сериалах
- Присутствует в сериале «Чёрные паруса», где является капитаном форта Нассау.
- В сериале «Затерянное королевство пиратов» (2021) его роль исполняет актер Сэм Келлис.
- В фильме «Чёрная борода» его роль исполняет актер Стейси Кич.